# Ixonia (hrabstwo Jefferson)
Ixonia – jednostka osadnicza w Stanach Zjednoczonych, w stanie Wisconsin, w hrabstwie Jefferson.